# Loganiaceae
Loganiaceae es una familia de plantas fanerógamas clasificada en el orden de Gentianales. La familia tiene 13 géneros, distribuidos alrededor de los trópicos.
Anteriormente la familia incluía 29 géneros.  Recientemente varios géneros han sido trasladados a otras familias, como, Gentianaceae, Gelsemiaceae, Plocospermataceae, Tetrachondraceae, Buddlejaceae, y Gesneriaceae. El sistema de clasificación Tajtadzhián, divide Loganiaceae en cuatro familias; Strychnaceae, Antoniaceae, Spigeliaceae y Loganiaceae. Recientes estudios de ADN del orden Gentianales han encontrado diversas pruebas de que contiene 13 géneros.

## Descripción
Son árboles, arbustos, trepadoras leñosas; plantas hermafroditas. Hojas opuestas o 4-ternadas, simples, enteras; estípulas interpeciolares, a veces solamente una línea estipular. Flores actinomorfas o casi así, en cimas terminales o axilares, tirsos o cincinos; sépalos 4 o 5, unidos, generalmente sólo en la base; corola gamopétala, infundibuliforme o campanulada, lobos valvados o imbricados, 4, 5 o 10; estambres en igual número que los lobos de la corola, insertos en el tubo de la corola, incluidos o exertos; ovario súpero o semiínfero, (1–) 2 (– 4)-locular; placentación axilar o parietal si el ovario es 1-locular, estilo 1 (2 en Mitreola). Fruto una cápsula o baya; semillas numerosas.

## Géneros
- Antonia Pohl
- Bonyunia M.R.Schomb. ex Progel
- Couthovia A.Gray = Neuburgia Blume
- Crateriphytum Scheff. ex Koord. = Neuburgia Blume
- Cynoctonum J.F.Gmel. = Mitreola L.
- Gardneria Wall.
- Geniostoma J.R.Forster & G.Forster
- Labordia Gaudich. = Geniostoma J. R. Forster & G. Forster
- Logania R. Brown
- Mitrasacme Labill.
- Mitreola L.
- Nautophylla Guillaumin = Logania R. Brown
- Neuburgia Blume
- Norrisia Gardner
- Pseudogardneria Racib. = Gardneria Wall.
- Pseudospigelia Klett
- Scyphostrychnos S.Moore = Strychnos L.
- Spigelia L.
- Strychnos L.
- Usteria Willd.[2]

## Sinonimia
- Gardneriaceae, Geniostomaceae, Spigeliaceae, Strychnaceae.,[3] Mitreolaceae[4]